# Вольфсшанце
«Вольфсшанце» (нім. Wolfschanze — «вовче лігво») — головна ставка фюрера і командний комплекс Верховного командування Збройними силами Німеччини в лісі Герліц (нім. Forst Görlitz) у 8 кілометрах від міста Растенбурга, Східна Прусія (сьогодні — місто Кентшин у Вармінсько-Мазурському воєводстві Польщі). Комплекс був названий на честь партійної клички Адольфа Гітлера — «Вовк».
Комплекс «Вольфсшанце» діяв з 21 червня 1941 до 20 листопада 1944 року.
Нині «Вольфсшанце» — музей.

## Розташування
Будівництво ставки здійснювалось «Організацією Тодта», почалось 1940 р. і тривало фактично до 1944 р. Місце її розташування (серед Мазурських озер та боліт) було вибрано із врахуванням відносної близькості до радянських кордонів, віддаленості від великих населених пунктів та важкодоступності.

## Структура

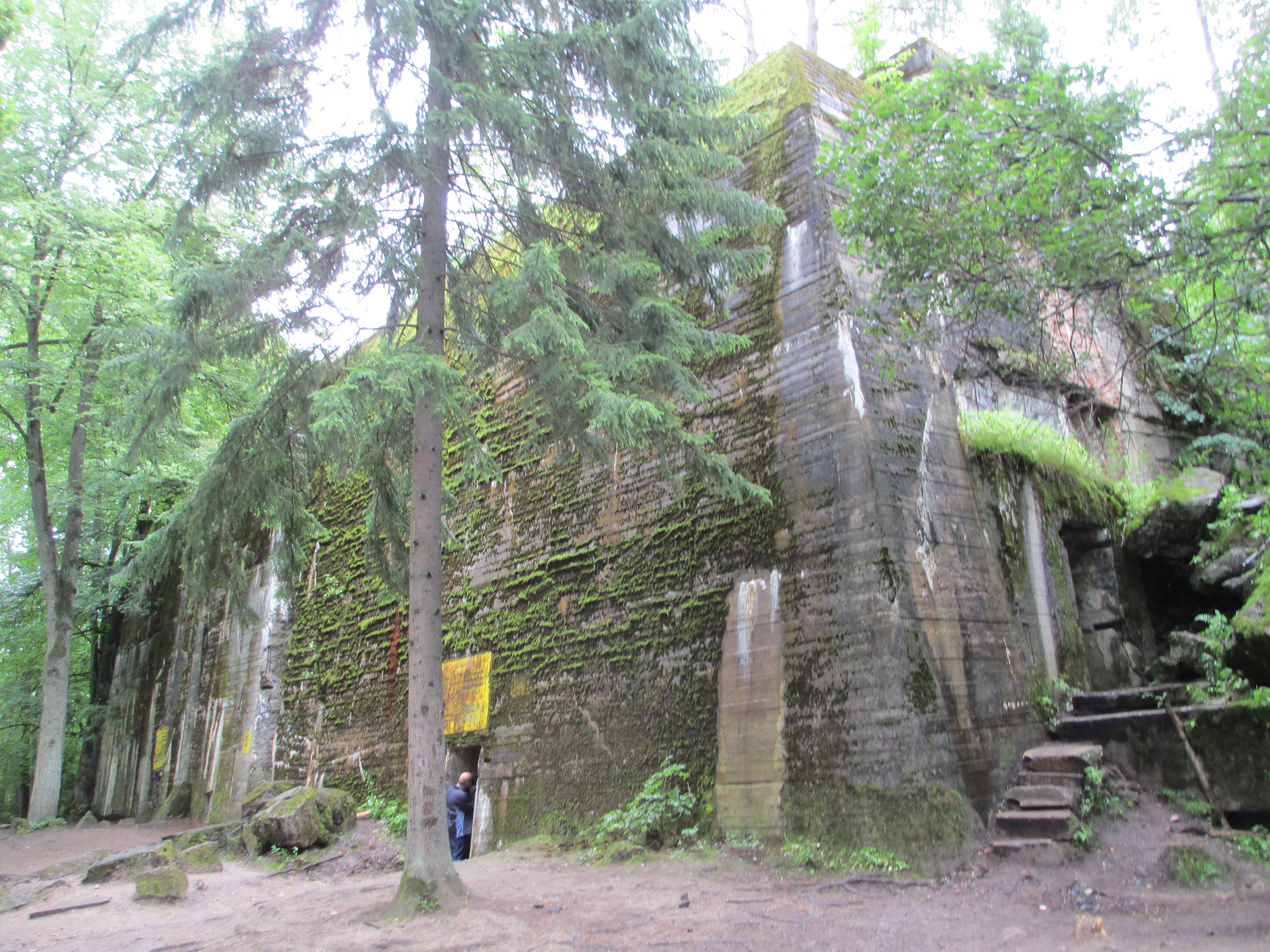
Бункер Адольфа Гітлера

Головна ставка фюрера «Вольфсшанце» була комплексом із понад 80 бункерів й укріплених будівель серед густого лісу, розташованим на площі 250 га, яка охоронялась та оточувалась декількома видами огорожі з колючого дроту, мінними полями, вежами спостереження, кулеметними та зенітними позиціями.
До складу «Вольфсшанце» входило 200 будівель: укриття, казарми, 2 аеропорти, електростанція, залізнична станція, кондиціонери, водопостачання, теплові станції та 2 телефонні станції.
Забудови представляли собою одноповерхові будівлі з бетону з плоским дахом і вікнами, що закриваються сталевими віконницями. Додатково стелі споруд були укріплені захисними броньованими листами.
Важкі надбудови служили в основному для захисту від повітряних нальотів. Їх розміри сягали колосальних значень: довжина і ширина по 30-50 м, висота до 20 м. Товщина стін становили 4-6 м, а стелі 6-8 м.
У бункері Гітлера, який був найбільшою спорудою та мав у проєкції П-подібну форму стіни були товщиною до 12 м. З фасаду бункера є дві вхідні двері, що ведуть в довгий поперечний коридор, з якого можна пройти в два конференц-залу площею 150 і 200 квадратних м..

## Безпека
Для запобігання виявлення з повітря використовувались макети дерев та маскувальна сітка. Радянське командування дізналось про роташування та розміри «Вовчого лігва» тільки після того як воно було виявлене в ході наступальної операції на Берлін на початку 1945 року.

## Цікаві факти
З «Вовчим лігвом» пов'язані дві містичні таємниці:
- Провал замаху (Операція «Валькірія») на Адольфа Гітлера графом фон Штауффенбергом (начальник штабу сухопутних військ резерву) 20 липня 1944 року[3].
- Дивна невразливість «Вовчого лігва» з повітря[4].

Існує думка, що ставка Гітлера була побудована за образом і подобою високогірного тибетського монастиря «Під вартою неба». В основі нього лежало традиційне для Тибету символічне креслення світобудови, так званий принцип мандали. Він простежується і в розташуванні будівель комплексу «Вольфшанце»: наприклад, всі бункери звернені на північ, як і вівтарі в тибетських храмах, а головні з них розташовувалися в точному співвідношенні з малими храмами монастиря. І це навряд чи випадковість: як відомо, Гітлер був украй недовірливий і забобонний, цікавився східними релігіями.